# Indigofera transvaalensis
Indigofera transvaalensis är en ärtväxtart som beskrevs av Baker f. Indigofera transvaalensis ingår i släktet indigosläktet, och familjen ärtväxter. Inga underarter finns listade i Catalogue of Life.